# Euophrys bifoveolata
Euophrys bifoveolata är en spindelart som beskrevs av Albert Tullgren 1905. Euophrys bifoveolata ingår i släktet Euophrys och familjen hoppspindlar. Inga underarter finns listade i Catalogue of Life.